# Carlos Masquelet Lacaci
Carlos Masquelet Lacaci   (Ferrol, 14 de juliol de 1871 - la Jonquera, 1948) va ser un militar gallec destacat durant l'època II República Espanyola. Cap de l'Estat Major Central de l'Exèrcit, escollit personalment per Azaña. Va ser conegut per haver dissenyat un front defensiu fonamentat en fortins, distribuïts en quatre anells, que van construir per la Defensa de Madrid.

## Biografia
Va néixer a Ferrol el 1871. Va ingressar a l'Acadèmia General Militar de Toledo el1896. Va arribar a participar en les campanyes del Marroc. Militar procedent del Cos d'enginyers, era francmaçó i d'ideologia republicano-liberal.
Durant la dictadura de Primo de Rivera va ser professor a l'Acadèmia d'Enginyers de Guadalajara i va ser autor del projecte de construcció de la nova Base naval de Ferrol, les obres de la qual va dirigir personalment en la dècada de 1920.
Ascendit a general el 1930, en proclamar-se la Segona República va ser nomenat pel President del Consell de Ministres, Manuel Azaña, cap de l'Estat Major Central i, després ministre de la Guerra al govern que va presidir Alejandro Lerroux, entre el 3 d'abril i el 6 de maig de 1935. Malgrat ser cap de l'Estat Major Central, no va tenir cap paper durant la revolució d'Astúries per mor de la desconfiança que un republicà sincer com Masquelet inspirava al govern radical-conservador. En el seu lloc, el ministre de la guerra Diego Hidalgo Durán va autoritzar al general Francisco Franco que prengués el comandament de l'Estat Major Central. Amb la victòria electoral del Front Popular a les eleccions de 1936, Masquelet va tornar a ocupar la cartera de ministre de la guerra als governs que successivament presidirien Manuel Azaña i Augusto Barcia Trelles, entre el 19 de febrer i el 13 de maig de 1936.
Durant la Guerra civil es va mantenir fidel a la República. Fins llavors havia estat cap de la Cambra militar del President de la República. Va tenir una destacada participació en la defensa de Madrid a través del disseny un front defensiu fonamentat en fortins, distribuïts en quatre anells, construits fins al novembre de 1936. El 19 de juliol de 1937 va passar a la situació de reserva, encara que després de la reestructuració de l'Exèrcit republicà el mes de desembre va ser nomenat cap de la nova Comissió de Fortificacions.
En acabar la guerra es va exiliar a França, encara que anys després va tornar a Espanya, on va morir el 1948.